# Taco Bar
Taco Bar är en snabbmats-restaurangkedja som serverar tex-mex-mat.
Den första restaurangen öppnades i Kungshallen, Stockholm i mars 1983.
Taco Bar-restauranger finns i flera svenska städer.